# Cantó de Sent Claud
El cantó de Sent Claud és un cantó francès del departament del Charente, situat al districte de Confolent. Té 14 municipis i el cap és Sent Claud.

## Municipis
- Beuluec
- Chassanuelh
- Janolhac
- Lo Grand Mas Diu
- Luçac
- Maseiras
- Nuelh
- Parzac
- Los Pins
- Romasieras Loberc
- Sent Claud
- Sent Laurenç
- Sent Mari
- Suaus

| Data d'elecció                           | Identitat      | Partit      | Qualitat |
| ---------------------------------------- | -------------- | ----------- | -------- |
| 1945-1979                                | Guy Pascaud    | radical-RGR |          |
| 1979-1992                                | Michel Barral  | PCF         |          |
| 1992-1998                                | Bernard Gras   | RPR         |          |
| 1998-                                    | Claude Burlier | PS          |          |
| les dades anteriors no són pas conegudes |                |             |          |
|                                          |                |             |          |